# HMMJ 5–6
Die beiden Fairlielokomotiven HMMJ 5–6 wurden im Juli 1874 von der Yorkshire Engine Company, Sheffield, England für die private schwedische Hallsberg-Motala-Mjölby Järnväg (HMMJ) beschafft.

## Geschichte
Nur zwei Eisenbahngesellschaften in Schweden hatten Fairlielokomotiven in ihrem Bestand. Neben der Hallsberg–Motala–Mjölby Järnväg war dies die Nässjö-Oskarshamns Järnväg. Die Yorkshire Engine Co. lieferte mit den Baunummern 176 und 177 im Jahre 1874 zwei Maschinen dieses Typs zur HMMJ. Dort erhielten sie die Betriebsnummern 5 und 6 sowie die Namen John Ericsson und Nils Ericsson. Sie erwiesen sich für den Betrieb als nicht sonderlich geeignet und wurden selten eingesetzt.
Fairlielokomotiven sind zwei Tenderlokomotiven mit je einem beweglichen Maschinendrehgestell und je einem Dampfkessel, die an den Führerhausenden miteinander gekuppelt sind.

### Hallsberg–Motala–Mjölby Järnväg
Die private Eisenbahngesellschaft Hallsberg–Motala–Mjölby Järnväg (HMMJ) war 1871 auf Initiative der Maschinenfabrik Motala Verkstad gegründet worden, um Fabrik und die Stadt Motala sowohl an die Västra stambana als auch an die damals als Östra stambana (heute: Södra stambana) bezeichnete Strecke anzuschließen. Die Bauarbeiten gingen schnell voran und am 15. Dezember 1873 wurde die Strecke eröffnet. Die wirtschaftliche Situation der Bahn war von Anfang an schlecht. Die schwedische Regierung betrachtete die Strecke jedoch als so wichtig, dass sie zum 1. November 1879 die Verstaatlichung der Strecke veranlasste.

## SJ T (I)
Als die Hallsberg–Motala–Mjölby Järnväg 1879 von Sveriges Statsbanor übernommen wurde, erhielten die Lokomotiven die Baureihenbezeichnung T (I) mit den Betriebsnummern 285–286 zugewiesen. Die Namen der Lokomotiven wurden in Berserk und Nidhögg geändert.
Bereits 1887 wurden sie nicht mehr verwendet und abgestellt.

## SJ T (II)
Nydqvist och Holm übernahm die beiden Lokomotiven und trennte diese voneinander. Somit entstanden vier kleine Tenderlokomotiven der Baureihe T (II) mit der Achsfolge B1' und den neuen Betriebsnummern 360–363.

## SJ Qt
1898 wurde die Baureihenbezeichnung der Lokomotiven Qt bei gleicher Betriebsnummer umgestellt. Qt 360 wurde 1900 abgestellt und konnte 1904 an Hissmofors AB, ein Forstunternehmen mit Sägewerk, Sulfitfabrik und Wasserkraftwerk in Hissmofors verkauft werden, wo sie bis etwa 1927 im Einsatz blieb.
Qt 361 und 362 wurden 1900 abgestellt und 1907 in Liljeholmen verschrottet, Qt 363 war schon 1899 außer Dienst genommen worden.